# Vitryssland i olympiska vinterspelen 1994
Vitryssland deltog med 33 deltagare vid de olympiska vinterspelen 1994 i Lillehammer. Totalt vann de två silvermedaljer.

## Medaljer

### Silver
- Svjatlana Paramygina - Skidskytte, 7,5 kilometer.
- Ihar Zjaljazoŭski - Skridskor, 1 000 meter.